# پاوو ویرتانن
پاوو ویرتانن (فنلاندی: Paavo Virtanen؛ زادهٔ ۳ نوامبر ۱۹۱۵) بازیکن فوتبال اهل فنلاند بود.
وی همچنین در تیم ملی فوتبال فنلاند بازی کرده‌است.